# Campos de Holambra
Campos de Holambra (anteriormente denominado Holambra II) é um distrito do município brasileiro de Paranapanema, no interior do estado de São Paulo, mas que ainda não está cadastrado na Divisão Territorial Brasileira do IBGE por não possuir uma representação cartográfica encaminhada à instituição pelo poder público municipal. É também uma colônia neerlandesa.

## História

### Origem
Superadas as dificuldades na colônia Holambra I, os imigrantes holandeses foram em busca de novas terras com o objetivo de expandir a colônia. Após encontrar as terras no município de Paranapanema, adquiriram em 25 de agosto de 1960 a Fazenda das Posses.
Ao se estabelecer na fazenda, fundaram em 04 de setembro de 1960 a Cooperativa Agro-Industrial Holambra, e em 23 de dezembro de 1960 a colônia da Cooperativa de Imigração e Colonização Holambra, data considerada a fundação do distrito e incluída no calendário turístico e cultural do município como o Dia da Imigração Holandesa.

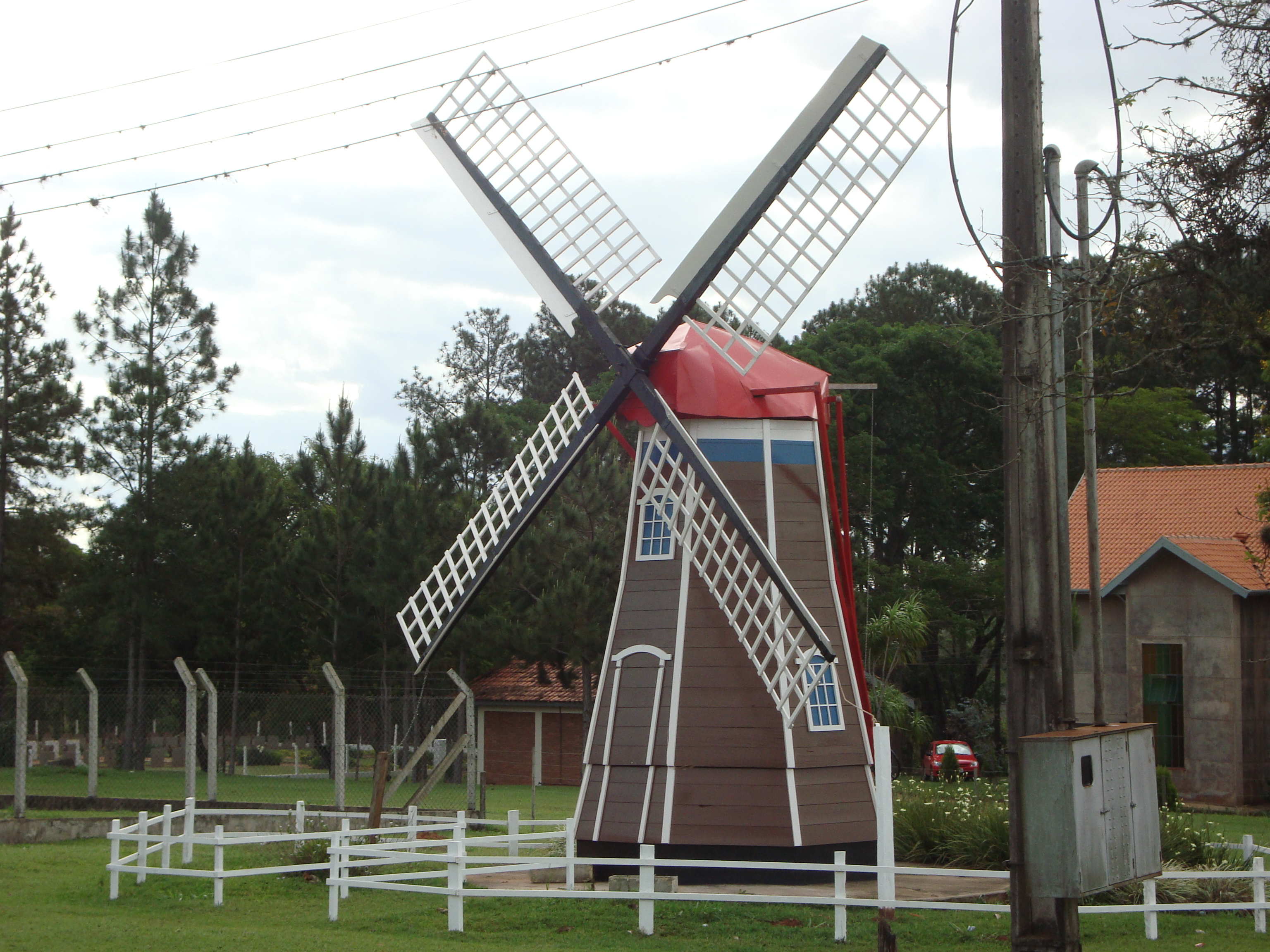
Moinho, símbolo da Holanda.

Era conhecido até 2007 como Holambra II - Bairro da Estância Turística de Paranapanema. Por força de Lei Municipal, a comunidade foi elevada a distrito denominado Campos de Holambra, em homenagem a produção agrícola, que é o destaque da economia do município.

### Toponímia
Seu nome é a junção de Holanda, América e Brasil.

### Formação administrativa
- Distrito de Campos de Holambra criado por Lei Municipal em 2008, com sede no Bairro Holambra II, no município de Paranapanema.

### Pedido de emancipação
O distrito tentou a emancipação político-administrativa e ser elevado à município, através de processo que deu entrada na Assembléia Legislativa do Estado de São Paulo no ano de 1995, mas como não atendia os requisitos necessários exigidos por lei para tal finalidade, o processo foi arquivado.

## Geografia

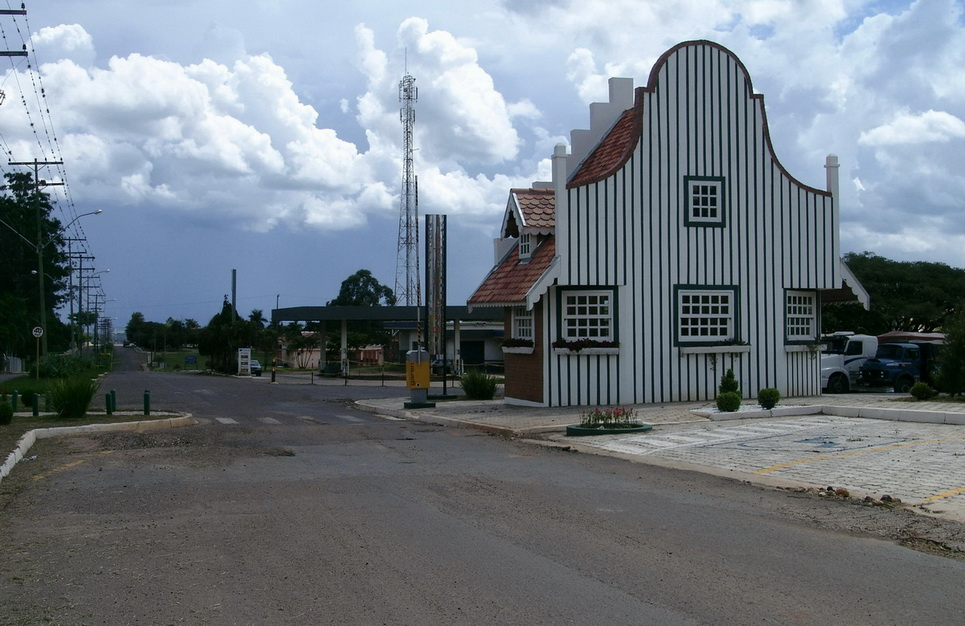
Entrada do distrito.

### Demografia

#### População urbana
| Crescimento população urbana | Crescimento população urbana | Crescimento população urbana | Crescimento população urbana |
| Censo                        | Pop.                         |                              | %±                           |
| ---------------------------- | ---------------------------- | ---------------------------- | ---------------------------- |
| 1980                         | 1 186                        |                              | —                            |
| 1991                         | 1 332                        |                              | 12,3%                        |
| 2000                         | 2 438                        |                              | 83,0%                        |
| 2010                         | 3 689                        |                              | 51,3%                        |
| Fonte: IBGE e Fundação SEADE |                              |                              |                              |

Até o Censo 2010 (IBGE) Campos de Holambra era classificado pelo IBGE como área urbana isolada do distrito sede.

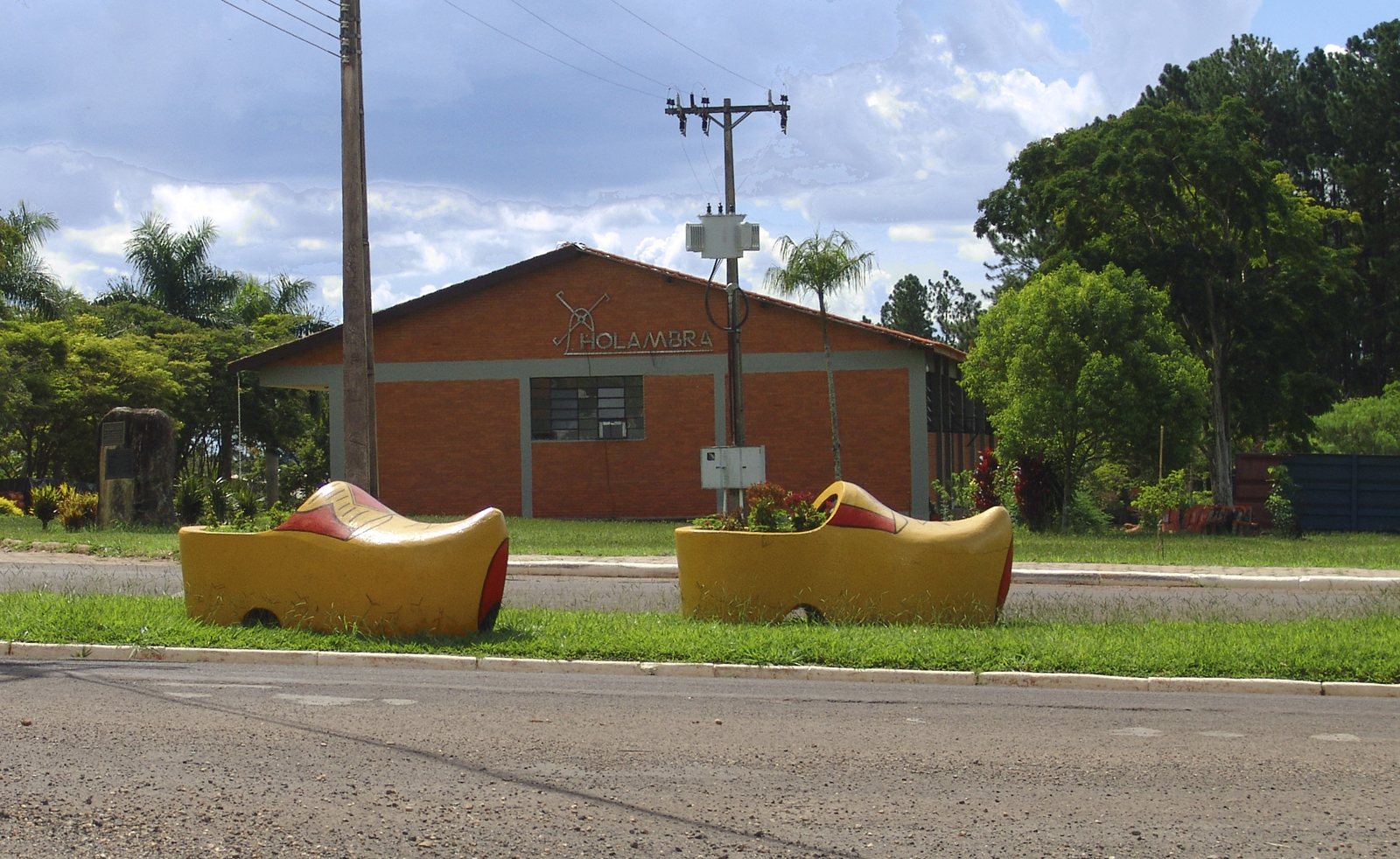
Tamancos.

### Rodovias
O principal acesso ao distrito é a Rodovia Raposo Tavares (SP-270).

### Aeródromo
O distrito possui um aeródromo privado, o SWDI - Aeroporto Aeroagrícola Solo.

## Serviços públicos

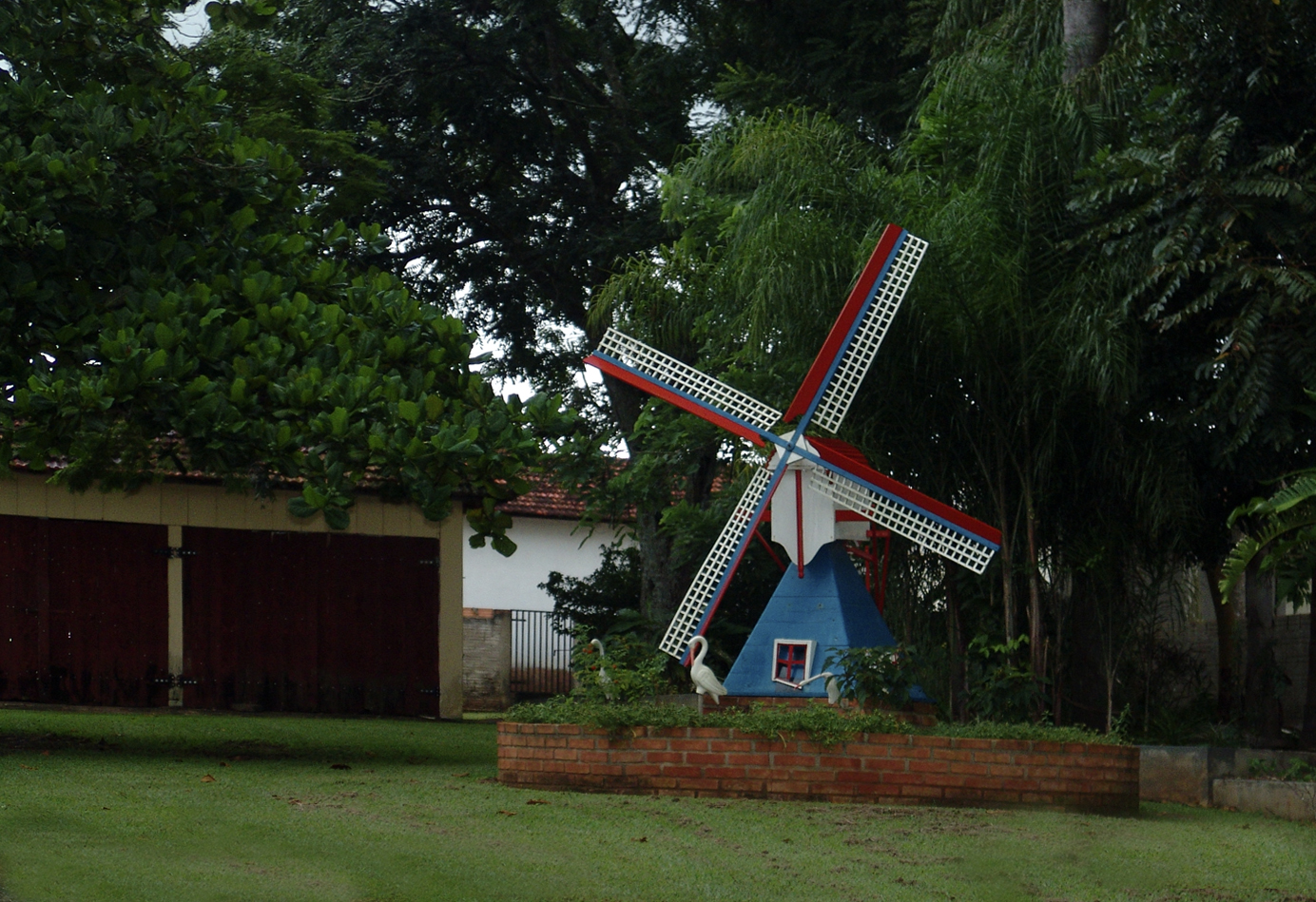
Moinho.

### Registro civil
Feito na sede do município, pois o distrito não possui Cartório de Registro Civil das Pessoas Naturais.

### Educação
- E.M.E.I.F. Prof. Dayse Aparecida Espolaor Trevisani

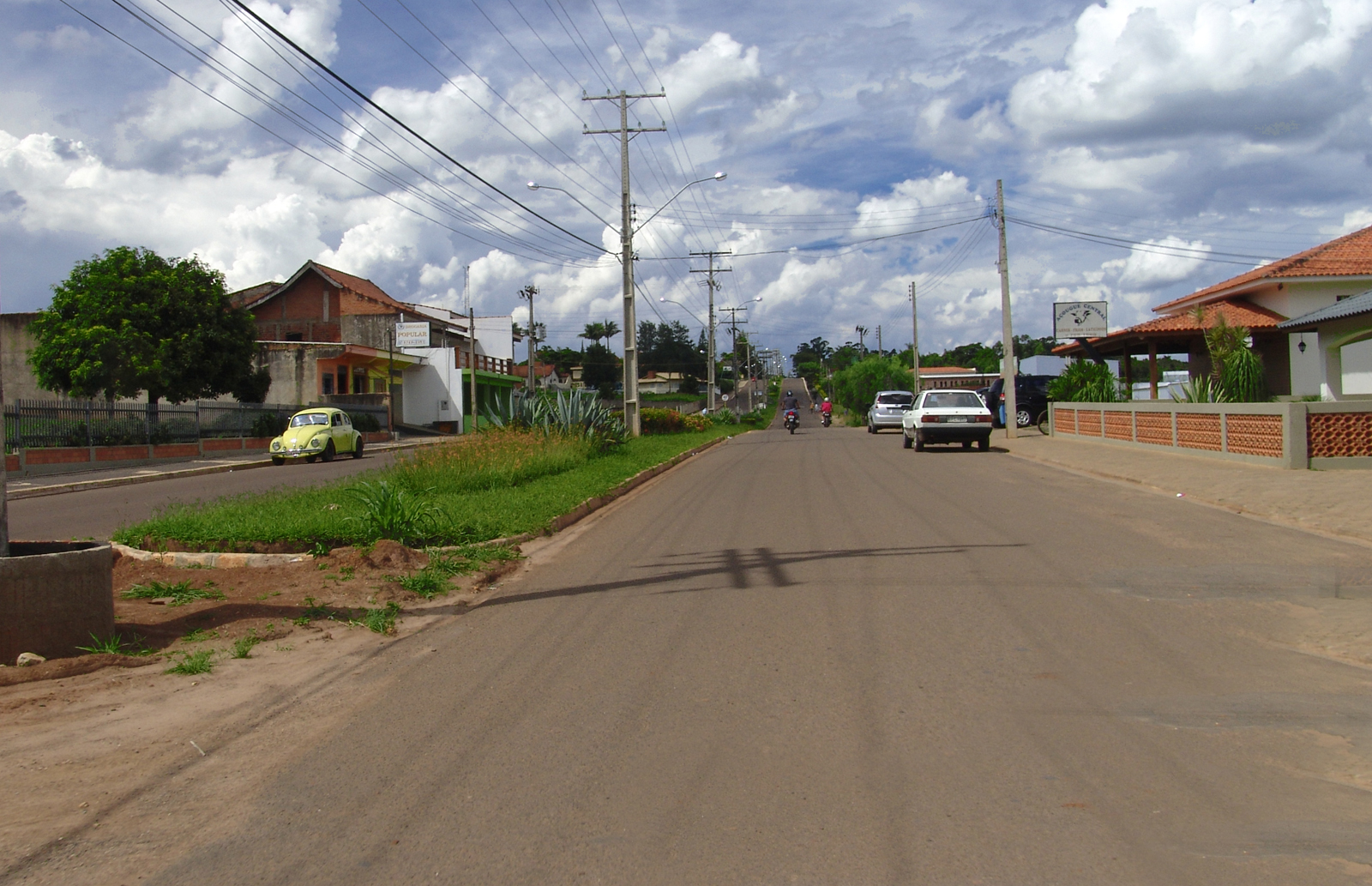
Avenida das Posses.

### Saneamento
O serviço de abastecimento de água é feito pela Companhia de Saneamento Básico do Estado de São Paulo (SABESP).

### Energia
A responsável pelo abastecimento de energia elétrica é a CPFL Santa Cruz, distribuidora do grupo CPFL Energia.

### Telecomunicações
O sistema de telefones automáticos foi inaugurado no distrito através de cooperativa rural. Já o sistema de discagem direta à distância (DDD) foi implantado em 1979 pela Telecomunicações de São Paulo (TELESP) com o código de área (0147).
Na década de 90 o código DDD do distrito foi alterado para (014), para padronização do sistema telefônico com a telefonia celular que estava sendo implantada em todo o estado.

## Atividades econômicas
Campos de Holambra é nacionalmente conhecida pela produção de flores e frutas de clima temperado, além de ser referência como um dos maiores pólos irrigados com pivô central do estado de São Paulo, e de possuir uma das maiores usinas de beneficiamento de algodão da América Latina. Por essas características, é também conhecido como Capital da Tecnologia Agrícola, e um ótimo destino para o turismo rural e cultural.

## Atrações turísticas

### Caminho das Flores e Frutas
Sendo o inverno época perfeita para conhecer e contemplar a beleza do Caminho das Flores e Frutas em Campos de Holambra, o passeio faz parte das atrações turísticas do distrito, e proporciona andar por imensas estufas de produção de belíssimas flores como violetas, crisântemos, begônias, gérberas, azaleias, e visitar pomares de frutas como pêssegos, ameixas, nectarinas  e maçãs.
O lançamento foi realizado pela Secretaria de Esporte, Lazer e Turismo do Estado de São Paulo no estande dentro da Adventure Sports Fair edição 2008, a maior feira de esportes e turismo da América Latina.
São sete caminhos diferentes, com diversos níveis de dificuldade e extensão, que podem ser percorridos a pé ou de bicicleta. Além das estufas e pomares, estudantes interessados em busca do conhecimento ecológico podem praticar o turismo pedagógico, como o projeto Aprendendo no Campo, que estimula a interação do homem com a natureza por meio do lazer e do turismo, aplicados à educação pela experiência vivenciada.
Os roteiros variam de 4 a 14 quilômetros e podem ser combinados:

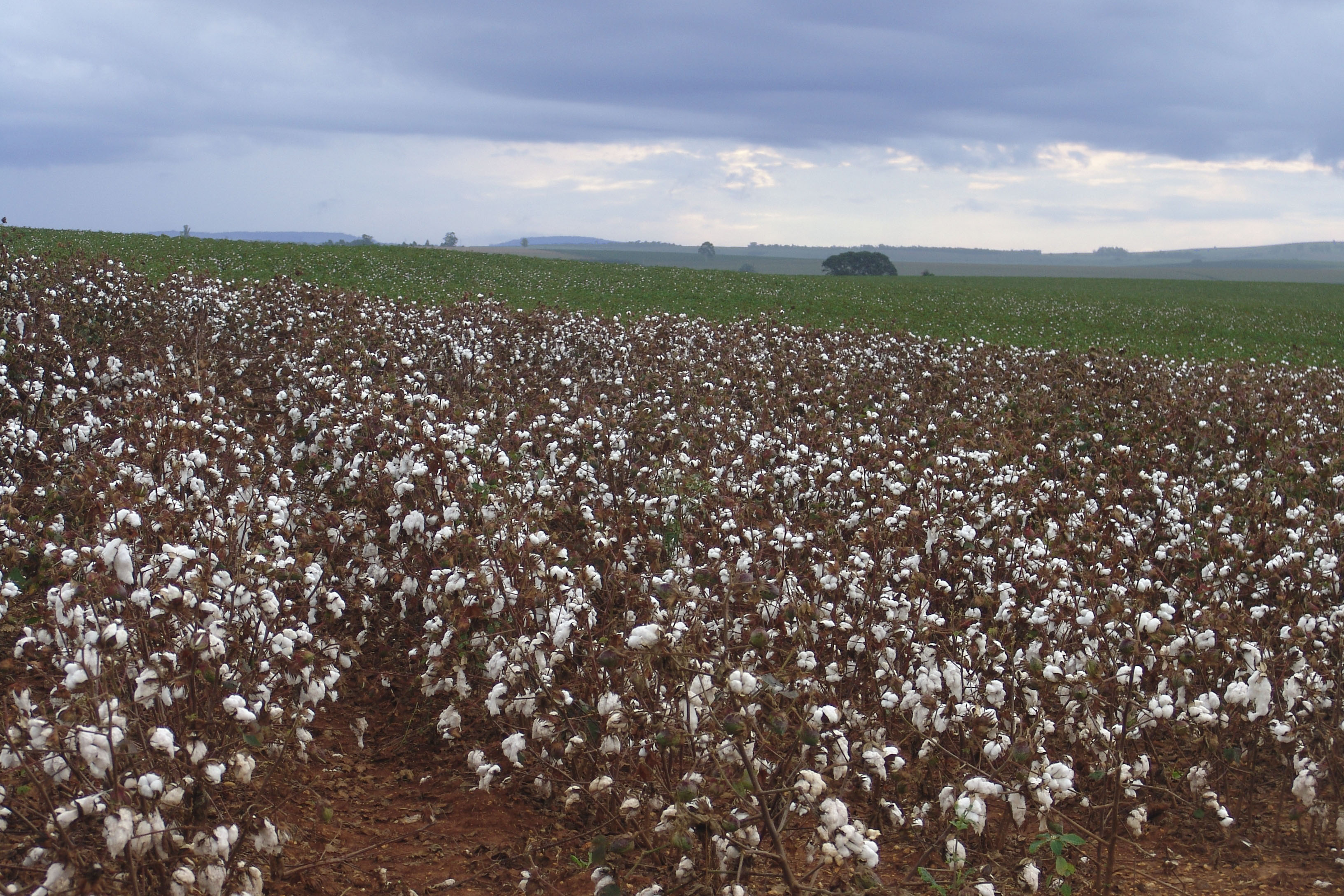
Produção de algodão em Campos de Holambra, que também faz parte dos roteiros.

- Caminho Primavera e Cabanha: produção de flores a céu aberto e criação de ovelhas e cavalos
- Caminho das Azaleias: produção dessa flor em grande escala
- Caminho Fruti-Flor: produção de frutas de clima temperado (pêssegos, ameixas, nectarinas, maçãs) e produção de gérberas
- Caminho de Quay: produção de frutas (caqui, goiaba, pêssego, nectarina) e instalações de classificação e embalagem de frutas
- Caminho Serra da Prata: produção de flores, cereais, algodão e frutas como lixia e goiaba
- Caminho das Violetas: encantador percurso de produção de flores, tanto em área coberta (estufas) como produção a céu aberto
- Caminho Sapê: produção de frutas e flores

### Museu das Posses
Após a Segunda Guerra Mundial, o Brasil representou a esperança para muitos holandeses. Através do cooperativismo fundaram a Holambra II, instalada em 1960 na Fazenda das Posses, cuja sede foi construída em 1904 e demolida em 2000. Porém, o Museu é a réplica da sede, e a maior parte do material utilizado na construção era da original.
Ele é mantido pela Associação Pró Preservação da História e Cultura da Fazenda das Posses.

## Religião

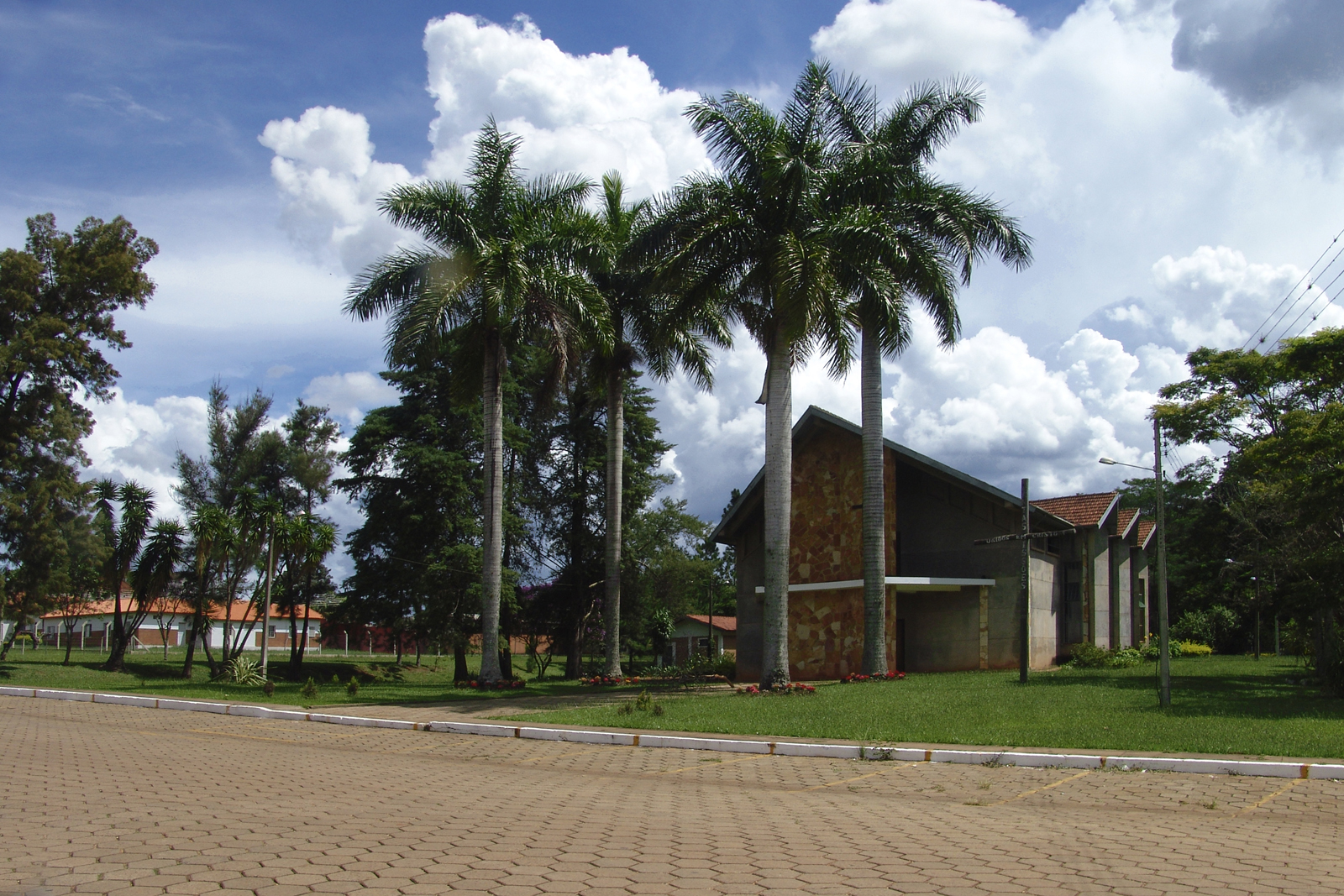
Igreja.

O Cristianismo se faz presente no distrito da seguinte forma:

### Igreja Católica
- A igreja faz parte da Diocese de Itapetininga[24].

### Igrejas Evangélicas
- Assembleia de Deus - O distrito possui congregação da Assembleia de Deus Ministério do Belém[25].
- Congregação Cristã no Brasil[26].
- Igreja Adventista do Sétimo Dia.
- Igreja do Evangelho Quadrangular.
- Primeira Igreja Batista.